# Been Down So Long It Looks Like Up to Me
Been Down So Long It Looks Like Up to Me é um filme estadunidense de 1971, do gênero drama, dirigido por Jeff Young, estrelado por Barry Primus, Linda DeCoff e David Downing, e coestrelado por Raúl Juliá. O roteiro de Robert Schlitt foi baseado no romance homônimo de 1966, de Richard Fariña.
A trama retrata a história de um estudante que abandona sua faculdade restrita e decide fugir para Cuba com dois amigos.

## Sinopse
Em 1958, Gnossos "Paps" Pappadapoulis (Barry Primus), um estudante universitário, volta para os Estados Unidos após uma temporada no México. Lá, ele mergulha nos elementos fundamentais do emergente movimento contracultural: drogas, sexo casual e política radical. Desafiando tanto as fraternidades do campus quanto as ideias defendidas por seus professores, Gnossos decide abandonar os estudos e ir para Cuba com seus amigos Juan Carlos Rosenbloom (Raúl Juliá) e Heff (David Downing), que concordou em contrabandear maconha para os Estados Unidos para "Mojo" (Zack Norman), um traficante de drogas, além de ter planejado ficar em Cuba para se juntar à revolução do país. Ao chegaram em Havana, eles começam a enfrentar os desafios decorrentes dos excessos de seus novos estilos de vida.

## Elenco
- Barry Primus como Gnossos "Paps" Pappadapoulis
- Linda DeCoff como Kristin
- David Downing como Heff
- Raúl Juliá como Juan Carlos Rosenbloom
- John Coe como "Motherball"
- Marion Clarke como Pamela Watson-May
- Bruce Davison como Fitzgore
- Nick Hammond como Agneau
- Cynthia Harris como Beth
- Marilyn Hengst como Judy Lumpers
- Paul Jabara como "Heap"
- James Noble como Padre Putti
- Zack Norman como "Mojo"
- John Ryan como Dean Oeuf
- Philip Shafer como Calvin "Flip"
- Susan Tyrrell como Jack
- Larry Albright como Membro da Fraternidade
- Ved Bandhu como George Rajamuttu
- John Davis como Estudante
- Jaime Escobar como Traficante Cubano
- Scott Fisher como Maykes
- Sue Holliday como Garota Vampira
- Calvin Jung como Harold Wong
- Shi Khanma como Irma Rajamuttu
- Judy Kiehl como Estudante
- Fred Krebs como Ele mesmo
- John Moore como Membro da Fraternidade
- Bud Palmer como "Youngblood"
- Blanca Romero como Mãe de "Youngblood"
- Birdie Schroeder como Balconista
- Flip Shafer como "Flip"
- Victor Vasquez como Padre Cubano
- Luis Vera como Doutor Cubano
- Martin Gleitsman como Anunciador de Rádio
- Bruce Wittkin como Locutor Esportivo
- Murray the K como Ele mesmo

## Produção
O roteiro do filme foi baseado no romance homônimo de 1966, escrito por Richard Fariña, que faleceu tragicamente aos 29 anos em um acidente de moto, depois de uma festa comemorando a publicação de seu livro e o vigésimo primeiro aniversário de sua esposa, Mimi Fariña. O romance conquistou rapidamente um status cult por sua descrição da alienação da geração beat dos anos 1950.
As filmagens aconteceram em locações em Nova Iorque, Porto Rico e nas cidades de Franklin e Meadville, na Pensilvânia.

## Recepção
A maioria das críticas apontou que o filme não conseguiu capturar a exuberância e o humor incisivos do romance de Fariña. Embora o filme siga de perto a trama do livro, o roteirista Robert Schlitt optou por cortar e alterar o final da história em sua adaptação cinematográfica.
Vincent Canby, em sua crítica para o The New York Times, escreveu: "Robert Schlitt, que escreveu a adaptação para o cinema, e Jeff Young, que a dirigiu, eliminaram praticamente toda a exuberância literária e lunática do romance. O que resta é um rito de passagem universitário repleto de angústia do segundo ano, de melodrama bobo e de uma familiaridade tão deprimente que sinto como se tivesse sido sobrecarregado com a memória de outra pessoa, enquanto me foi negado o prazer da experiência original".